# Де Вильялонга, Хосе Луис
Хосе Луис де Вилальонга Кабеса де Вака (исп. José Luis de Vilallonga Cabeza de Vaca; 29 января 1920, Мадрид, Испания — 30 августа 2007, Андрайч, о. Мальорка (Балеарские острова)) — испанский актёр, сценарист, журналист, писатель.

## Биография
Аристократ. Урожденный маркиз де Кастельбель. Гранд Испании. Представитель высшего общества Испании.
Первые годы жизни провел в клинике Мюнхена, переборов тяжелое врожденное заболевание. В 1931 году после низложения монархии его семья эмигрировала и поселилась в Биаррице (Франция). После начала Гражданской войны в Испании в 1936 году его отец приказал сыну-школьнику отправиться на войну и сражаться на стороне генерала Фра́нко.
В молодые годы был не чужд террора, участвовал в расстрелах республиканцев; позже сменил убеждения монархиста на идеи социализма. В 1981 году вступил в Испанскую социалистическую рабочую партию, в 1994 году покинул её ряды.
Будучи журналистом, сотрудничал с рядом местных изданий, информационным агентством ЭФЭ, журналами «Paris Match», «Marie Claire», «Vogue» и «Playboy».
Автор прозы на кастильском и французском языках. Наиболее известен как автор книги «Король», одной из самых известных биографий царствующего испанского монарха, короля Испании Хуа́на Ка́рлоса I де Бурбона, изданной в 1993 году, и автобиографии Memorias no autorizadas в четырёх томах.

## На французском языке
- Les Ramblas finissent à la mer, 1953
- Les gens de bien, 1955
- L’heure dangereuse du petit matin, 1957
- L’homme de sang, 1959
- L’homme de plaisir, 1961
- Allegro barbaro, 1967
- Fiesta, 1971
- Gold Gotha, 1972
- A pleines dents, 1973
- Furia, 1974
- Femmes, 1975
- Solo, 1976
- L’image de marque, 1976
- Españas. La chute, 1977
- Les gangrènes de l’honneur, 1977
- Ma vie est une fête. Les cahiers noirs, 1988
- Altesse, 1986
- Le roi, 1993. La traducción castellana fue publicada antes, en 1991
- Le gentilhomme européen, 1992
- Fellini, 1994

## На кастильском языке
- Mujeres al descubierto, 1976
- La nostalgia es un error, 1980
- Los sables, la corona y la rosa, 1984
- La imprudente memoria, 1985
- Encuentros y encontronazos 1995
- El sable del caudillo, 1997
- Cartas desde París a mis paisanos los íberos, 1998
- Franco y el Rey, 1998
- Inolvidables mujeres, 1999
- Hojas al viento: cartas a mi nieta, 2003
- Políticamente incorrecto, 2006
- Memorias no autorizadas. La cruda y tierna verdad, 2000
- Memorias no autorizadas. Otros mundos, otra vida, 2001
- Memorias no autorizadas. La flor y nata, 2002
- Memorias no autorizadas. La rosa, la corona y el marqués rojo, 2004

### Избранная фильмография
Сыграл роли более чем в 70 фильмах, в том числе киношедеврах Феллини и Л. Берланги.

## Сценарист
- 1995 — Фиеста / Fiesta

## Роли в кино
- 1997—1999 — Мэтр Да Коста (сериал) — герцог Папиров
- 1992 — Привидения в наследство (мини-сериал) — барон Альварадо
- 1992 — Долгая зима — граф Санбенет
- 1989 — Кровь и песок — дон Хосе
- 1985 — Текс и повелитель глубин — доктор Уортон
- 1984 — Скарабей
- 1984 — Попперс — Макс
- 1981 — Женщины — (нет в титрах)
- 1981 — Патриция — лорд Кук
- 1981 — Национальное достояние — Альваро
- 1980 — Цена победы
- 1980 — Вернись, Эудженио
- 1980 — Женщина на краю ночи — Ксавьер
- 1976 — Добрые и злые — грабитель
- 1976 — Кто сказал, что женщина… — Луис
- 1975 — Слишком — это слишком — фотограф
- 1973 — Ангелы
- 1971 — Сафо, или Ярость любви — Морис Дюран-Виор
- 1971 — Взломщики — Таско
- 1970 — Мне всегда было весело — Эпштейн
- 1967—1970 — Рыцари неба (сериал) — Макс
- 1967 — Человек, который предал мафию — Марио Верона
- 1966 — Техника убийства — доктор Гольдштейн
- 1966 — Девственница для принца — Алессандро де Медичи
- 1965 — Дорогая — принц Чезаре делла Ромита
- 1965 — Три лица — Родольф
- 1965 — Разиня
- 1965 — Дорогая — герцог Чезаре делла Ромита
- 1964 — Великолепный рогоносец — президент клуба
- 1964 — Узри коня бледного — Хорс Дилер
- 1964 — Джульетта и духи — друг Джорджио
- 1963 — Первая любовь (ТВ) — отец
- 1963 — Мелодия из подвала — месье Гимп
- 1963 — Веские доказательства — Поль Дюпре
- 1962 — Человеческий закон — священник
- 1962 — Парижанки — Луис
- 1962 — Клео от 5 до 7 — любовник
- 1961 — Полуночное свидание — Боб
- 1961 — Завтрак у Тиффани — Хосе Перейра
- 1961 — Дело Нины Б. — Курт
- 1961 — Удары судьбы — Превье
- 1961 — Да здравствует Генрих IV, да здравствует любовь! — испанский посланник
- 1960 — Удары судьбы — эпизод
- 1960 — Враг в тени — Жорж Дандье
- 1958 — Любовники  — Рауль Флорес

Был женат трижды: на английской аристократке Присцилле Скотт-Эллис, Силен Стелле Морель и журналистке Бегоне Арангурен. У него осталось двое детей от первого брака, а также приёмный сын.
Похоронен в Барселоне

## Награды
- Офицер Ордена Почётного легиона
- Премия Сен-Симона (1993)